# Florian Sénéchal
Florian Sénéchal (født 10. juli 1993 i Cambrai) er en professionel cykelrytter fra Frankrig, der er på kontrakt hos World Tour-holdet Arkéa-B&B Hotels.
Han begyndte som stagiaire i 2012 hos Omega Pharma-Quick Step. Derefter var han ét år hos Etixx–IHNed, inden han kørte for Cofidis i fire sæsoner. I 2018 vendte Sénéchal tilbage til Quick-Step Floors. I marts 2019 vandt han sit første løb som professionel, da han vandt det belgiske éndagsløb Le Samyn.